# 최신춘
최신춘(1986년 4월 22일 ~ )은 대한민국의 영화감독이다. 

## 약력
- 한국애니메이션고등학교 영상연출과
- 국민대학교 법과대학 법학부 공법학전공
- 한국예술종합학교 영상원 영화과 전문사 연출전공

## 작품활동
- 나쁜아이 (2002)
- 오렌지 마말레이드 (2003)
- 그녀에게 생긴 일 (2004)
- 더덕구이 (2004)
- 부기우기 (2005)
- 알바당 선언 (2008)[1][2]
- 멤버쉽 트레이닝 (2009)
- 미얀마 선언 (2010)
- 가장 보통의 후라보노 (2010)
- 행운동 껌소년 (2011)
- 오리인형표류기 (2011)
- 팡팡이 익스프레스 (2014)
- 슈가 (2025)